# Baeotis
Genre
Baeotis est un genre de lépidoptères (papillons) de la famille des Riodinidae.

## Dénomination
Le nom Baeotis leur a été donné par Jacob Hübner en 1819.

## Liste des espèces
- Baeotis attali Hall & Willmott, 1998 ; présent en  Équateur.
- Baeotis bacaenis Hewitson, 1874 ; présent en  Équateur, en Bolivie et au Pérou.
- Baeotis bacaenita Schaus, 1902 ; présent au Pérou.
- Baeotis barce Hewitson, 1875 ; présent en Guyane, au Mexique et au Honduras.
- Baeotis capreolus Stichel, 1910 ;  présent en Guyane et en Colombie.
- Baeotis cephissa (Hewitson, 1875) ; présent au Brésil.
- Baeotis choroniensis Lichy, 1946 ; présent au Venezuela.
- Baeotis creusis Hewitson, 1874 ; en Bolivie et au Pérou.
- Baeotis elegantula Hopffer, 1874
- Baeotis euprepes (Bates, 1868) ;  présent en Guyane, en Bolivie et au Brésil.
- Baeotis felix Hewitson, 1874 ; présent en  Équateur et en Bolivie.
- Baeotis hisbon (Cramer, [1775]) ; présent en Guyane et au Brésil.
- Baeotis johannae Sharpe, 1890 ;  présent au Brésil.
- Baeotis kadenii (C. & R. Felder, 1861) ; présent au Venezuela et en Colombie.
- Baeotis melanis Hübner, [1831] ; présent au Brésil.
- Baeotis nesaea Godman & Salvin, 1889 ; présent à Panama, au Costa Rica, en  Équateur et au Pérou.
- Baeotis prima (Bates, 1868) ;  présent en Guyane et au Brésil
- Baeotis staudingeri D'Abrera, 1994 ; présent au Pérou.
- Baeotis sulphurea (R. Felder, 1869) ; présent au Mexique, au Venezuela, au Guatemala, au Costa Rica, en  Équateur et en Colombie.
- Baeotis zonata R. Felder, 1869 ; présent au Mexique, au Honduras, au Guatemala, en  Équateur, en Colombie.

### Source
- (en) Baeotis sur funet